# Wittelsbach
Wittelsbach, njemačka vladarska obitelj koja je vladala Bavarskom (1180. – 1918.),  Falačkom (1214. – 1803.), Brandenburgom (1323. – 1373.), Kölnom (1583. – 1761.), Švedskom (1654. – 1718.) i Grčkom (1832. – 1862.). Članovi dinastije nosili su naslov izbornog kneza od 1214. godine, a naslov kralja od 1806. godine.
Ime su dobili 1115. godine, prema istoimenoj utvrdi nedaleko od Aichacha u Bavarskoj. Poglavar obitelji je od 1996. godine Franz (r. 1933.).

## Povijest obitelji

### Podrijetlo
Prvi poznati predak Wittelsbachovaca, bio je markgrof, kasnije vojvoda Liutpold († 907.). Njegovi potomci nosili su naslov grofova Scheyern. Godine 1115. grof Oton V. († 1155.) preselio se u utvrdu Wittelsbach nedaleko od Aichacha u Bavarskoj po kojoj je obitelj dobila ime. Njegov sin Oton VI. dobio je 1180., nakon pada Henrika Lava, od kralja Fridrika I. vojvodstvo Bavarsku i postao izborni knez pod imenom Oton I.

### Vojvodstva Bavarske i Falačke
Unuk Otona I., vojvoda Oton II. (1206. – 1253.) je u 13. stoljeću proširio obiteljski posjed i zadobio titulu falačkog kneza. Nakon njegove smrti obitelj se 1255. godine podijelila, između njegovih sinova, na dvije grane; Ludvig II. uzeo je Falačku i Gornju Bavarsku, a njegov brat Henrik I. (XIII.) Donju Bavarsku. Čast izbornog kneza, u početku zajednička, pripala je 1356. godine falačkoj liniji, a 1623. bavarskoj liniji. Falačka loza dala je njemačkog kralja Ruperta koji je vladao 1400. – 1410. godine te švedske kraljeve u razdoblju 1654. – 1718. godine. Falačka grana Wittelsbachovaca podijelila se u više navrata između 15. i 17. stoljeća na nekoliko grana.

### Kraljevina Bavarska
Maksimilijan III. Josip († 1777.) bio je posljednji potomak izravne linije Wittelsbachovaca koji je vladao u Bavarskoj. Njegov zakoniti nasljednik bio je falački knez Karlo Teodor iz starije linije obitelji, ali pretenzije na bavarski teritorij imala je i Habsburška monarhija, zbog čega je izbio Bavarski nasljedni rat (1778. – 1779.), u koji su se umiješale i Pruska i Saska. Po završetku sukoba, Karlo Teodor je sjedinio Falačku i Bavarsku i postao izbornim knezom.
Godine 1799. izbornog kneza Karla Teodora naslijedio je daljnji rođak i novi izborni knez Maksimilijan IV. Josip († 1825.), koji se 1806. godine okrunio za bavarskog kralja, pod imenom Maksimilijan I. Josip. Posljednji bavarski kralj bio je Ludvig III. koji je abdicirao 1918. godine. Njegov sin, krunski princ Rupert († 1955.), potencijalni pretendent na britansko prijestolje, Stuartovac preko ženske linije, utjecao je da se bavarski monarhisti distanciraju od Hitlera u vrijeme Drugog svjetskog rata.
Grb današnje savezne države Bavarske izveden je iz grba obitelji Wittelsbach.

## Vladari iz dinastije Wittelsbachovaca

### Bavarski knezovi izbornici
- Maksimilijan I. Veliki (1623. – 1651.)
- Ferdinand Maria (1651. – 1679.)
- Maksimilijan II. Emanuel (1679. – 1726.)
- Karlo Albert (1726. – 1745.)
- Maksimilijan III. Josip (1745. – 1777.)
- Karlo Teodor (1777. – 1799.)
- Maksimilijan IV. Josip (1799. – 1806.)

### Bavarski kraljevi
- Maksimilijan I. Josip (1806. – 1825.)
- Ludvig I. (1825. – 1848.)
- Maksimilijan II. Josip (1848. – 1864.)
- Ludvig II. (1864. – 1886.)
- Oton (1886. – 1913.)
- Ludvig III. (1913. – 1918.)

### Švedski kraljevi
- Kristofor III. Bavarski, 1440. – 1448.
- Karlo X. Gustav Švedski, 1654. – 1660.
- Karlo XI. Švedski, 1660. – 1697.
- Karlo XII. Švedski, 1697. – 1718.
- Ulrika Eleonora Švedska, 1718. – 1720.